# Udda veckor
Udda veckor är en svensk dramaserie från 2021, regisserad av Emma Bucht, Christian Eklöw och Christopher Panov. Serien hade premiär på streamingtjänsten Discovery+ den 2 april 2021.
Den andra säsongen av serien hade premiär den 11 mars 2022.

## Rollista (i urval)
| - Gustaf Hammarsten – Mattias - Christine Meltzer – Frida - Vanna Rosenberg – Lotta - Linus Wahlgren – Jonas - Charlie Gustafsson – Tobias - Siw Erixon - Per Andersson - Dag Malmberg | - Ida Hedlund Stenmarck - Lisette Pagler - Adrian Macéus – Benjamin - Malva Lindgren – Moa - Emmi Tjernström – Stella - Elsa Wörmann – Kris - Manuel Dubra – Doctor - Henrik Kursula – Sport24 lagledare |